# Conseil départemental du Jura
Le conseil départemental du Jura est l'assemblée délibérante du département français du Jura, collectivité territoriale décentralisée. Son siège se trouve à Lons-le-Saunier.

## Exécutif

### Présidence du conseil départemental
Le président du Conseil départemental est actuellement Gérôme Fassenet (LR) depuis le 13 mai 2024.

#### Liste des présidents successifs
| Période                                | Période                      | Identité                     | Étiquette                    | Étiquette                    |
| Président du conseil général           | Président du conseil général | Président du conseil général | Président du conseil général | Président du conseil général |
| -------------------------------------- | ---------------------------- | ---------------------------- | ---------------------------- | ---------------------------- |
| 1895                                   | 1916                         | Georges Trouillot            |                              | Radical puis Radical ind.    |
| 1917                                   | 1921                         | Stephen Pichon               |                              | PRRRS                        |
| 1921                                   | 1939                         | Charles Dumont               |                              | PRRRS                        |
| 1939                                   | 1940                         | Samuel-Désiré Benoît-Barnet  |                              | PRRRS                        |
| 1940                                   | 1945                         | Conseil général suspendu     | Conseil général suspendu     | Conseil général suspendu     |
| 1945                                   | 1949                         | Louis Paget                  |                              | SFIO                         |
| 1949                                   | 1967                         | Edgar Faure                  |                              | PRRRS puis UNR               |
| 1967                                   | 1973                         | André Socié                  |                              | SFIO puis CDP                |
| 1973                                   | 1980                         | Jean Gravier                 |                              | CD puis UDF-CDS              |
| 1980                                   | 1989                         | Pierre Brantus               |                              | UDF-CDS                      |
| 1989                                   | 1991                         | Lucien Guichard              |                              | UDF-CDS                      |
| 1991                                   | 1994                         | André Jourdain               |                              | RPR                          |
| 1994                                   | 2008                         | Gérard Bailly                |                              | RPR puis UMP                 |
| 2008                                   | 2011                         | Jean Raquin                  |                              | DVD                          |
| 2011                                   | 2015                         | Christophe Perny             |                              | PS                           |
| 2015                                   | 2024                         | Clément Pernot               |                              | LR puis DVD puis LR          |
| 2024                                   | En cours                     | Gérôme Fassenet              |                              | LR                           |
| Source : Conseil départemental du Jura |                              |                              |                              |                              |

### Vice-présidences
| Ordre | Identité                  | Etiquette | Etiquette | Canton              | Délégation | Autre mandat                                                   |
| ----- | ------------------------- | --------- | --------- | ------------------- | --- | -------------------------------------------------------------- |
| 1er   | Franck David              |           | DVD       | Authume             | Ressources et patrimoines naturels, eau, agriculture, forêt, laboratoire départemental d’analyses             |                                                                |
| 2e    | Maryvonne Crétin-Maitenaz |           | DVD       | Hauts de Bienne     | Enfance, famille, santé                                                                                       | Adjointe au maire de Morbier                                   |
| 3e    | Cyrille Bréro             |           | DVD       | Lons-le-Saunier-2   | Retour à l'emploi, insertion, action sociale, aide à la pierre, logement, habitat, culture                    |                                                                |
| 4e    | Éloïse Schneider          |           | LR        | Champagnole         | Politique d'aide aux territoires, contractualisation, affaires européennes et transfrontalières               |                                                                |
| 5e    | Jean-Baptiste Gagnoux     |           | LR        | Dole-1              | Collèges, éducation, archives départementales, souvenir et devoir de mémoire                                  | Maire de Dole                                                  |
| 6e    | Séverine Calinon          |           | DVD       | Authume             | | Adjointe au maire de Falletans                                 |
| 7e    | Dominique Chalumeaux      |           | LR        | Poligny             | Mobilités et infrastructures, transition énergétique                                                          |                                                                |
| 8e    | Florence Maupoil          |           | DVD       | Dole-2              | Autonomie, personnes âgées, bien vieillir, handicap                                                           | Conseillère municipale de Choisey                              |
| 9e    | Philippe Prost            |           | DVD       | Moirans-en-Montagne | Finances, moyens généraux, informatique, fibre et réseaux, ressources humaines et organisation départementale | Président de la Terre d'Émeraude Communauté, maire de Sarrogna |
| 10e   | Christelle Morbois        |           | LR        | Poligny             | Jeunesse, sport, vie associative                                                                              | Adjointe au maire de Poligny                                   |

## Composition du Conseil départemental du Jura
Le Conseil Départemental du Jura comprend 34 conseillers départementaux issus des 17 cantons du Jura. À la suite des élections départementales de juin 2021, le département compte une majorité de conseillers départementaux de droite.
|                                    |       |       |      |                                                        |
| Président du Conseil départemental |       |       |      |                                                        |
| Gérôme Fassenet (LR)               |       |       |      |                                                        |
| Parti                              | Sigle | Sigle | Élus | Groupes                                                |
| Majorité (28 sièges)               |       |       |      |                                                        |
| Divers droite                      |       | DVD   | 16   | Union de la droite, des démocrates et des indépendants |
| Les Républicains                   |       | LR    | 12   | Union de la droite, des démocrates et des indépendants |
| Opposition (6 sièges)              |       |       |      |                                                        |
| Renaissance                        |       | RE    | 4    | Groupe Renaissance                                     |
| Parti socialiste                   |       | PS    | 1    | Groupe socialiste                                      |
| Divers gauche                      |       | DVG   | 1    | Groupe socialiste                                      |

14

## Identité visuelle (logo)

Logo du Jura (Conseil général) de [Quand ?] à 2011.
Logo du Jura (Conseil général) de 2011 à 2015.
Logo du Jura (Conseil départemental) depuis le 26 juin 2015.